# Benicio del Toro
Benicio Monserrate Rafael del Toro Sánchez (Santurce, 19 febbraio 1967) è un attore e produttore cinematografico portoricano naturalizzato spagnolo.
Nel 2001 vince l'Oscar al miglior attore non protagonista e il Golden Globe per Traffic, film grazie al quale vince anche l'Orso d'argento per il miglior attore al Festival di Berlino. Per i film Che - Guerriglia e Che - L'argentino vince il Prix d'interprétation masculine al Festival di Cannes 2008. Riceve una seconda candidatura ai Premi Oscar come miglior attore non protagonista per 21 grammi.

## Biografia
Nasce a Santurce, a Porto Rico, il 19 febbraio del 1967, da genitori di origini catalane e basche. La madre muore per epatite quando Benicio ha nove anni. All'età di dodici anni si trasferisce con la famiglia in Pennsylvania, dove vive in una fattoria. Durante gli studi alla University of California a San Diego, dove segue un corso di economia, del Toro si iscrive ad un corso di recitazione, che presto lo cattura. Appare in un certo numero di produzioni studentesche, una delle quali lo porta al Festival di Arti Drammatiche al Lafayette Theatre di New York, dove decide di trasferirsi dalla Pennsylvania per studiare recitazione alla Square Acting School. Vince una borsa di studio per lo Stella Adler Conservatory e poi si trasferisce a Los Angeles per studiare all'Actor's Circle Theatre grazie al quale ottiene i primi ruoli in serie televisive.
Il primo ruolo cinematografico è in Big Top Pee-wee - La mia vita picchiatella, poi appare in 007 - Vendetta privata e Uova d'oro, ma diventa noto al grande pubblico grazie alla sua interpretazione di Fenster ne I soliti sospetti, con il quale vince l'Independent Spirit Awards. L'anno seguente è Benny Dalmau in Basquiat di Julian Schnabel, che gli vale il suo secondo Independent Spirit Award, e poi interpreta Gaspare Spoglia in Fratelli di Abel Ferrara. Nel 1998 gira Paura e delirio a Las Vegas il discusso film di Terry Gilliam che ha diviso la critica e nel 2000 appare in Bread and Roses. Il personaggio di Javier Rodriguez in Traffic di Steven Soderbergh gli vale il Golden Globe, il Premio dei critici, il Bafta, l'Orso d'argento a Berlino nonché l'Oscar come migliore attore non protagonista nel 2001. Viene nuovamente candidato all'Oscar come migliore attore non protagonista nel 2004 per 21 grammi.
I due film Che - Guerriglia e Che - L'argentino, entrambi prodotti nel 2008, lo vedono interprete del noto personaggio storico Che Guevara, e valgono il premio per il miglior attore al festival di Cannes 2008. Nel 2011 è il primo uomo scelto come protagonista del calendario Campari, fotografato da Michel Comte. Nel 2014 Benicio del Toro interpreta il Collezionista nei film Marvel Studios Guardiani della Galassia, ruolo che aveva già interpretato nella scena dopo i titoli di coda di Thor: The Dark World. Nel settembre 2015 venne annunciata la sua partecipazione in Star Wars - Gli ultimi Jedi. Nel 2018 presiede la giuria della sezione Un Certain Regard durante la 71ª edizione del Festival di Cannes. Nel 2018 è uno dei protagonisti del film Soldado.

### Vita privata
Ha avuto una figlia  con Kimberly Stewart. Il 4 novembre 2011 ha ricevuto la cittadinanza spagnola per i suoi successi artistici e l'ascendenza spagnola.

## Filmografia

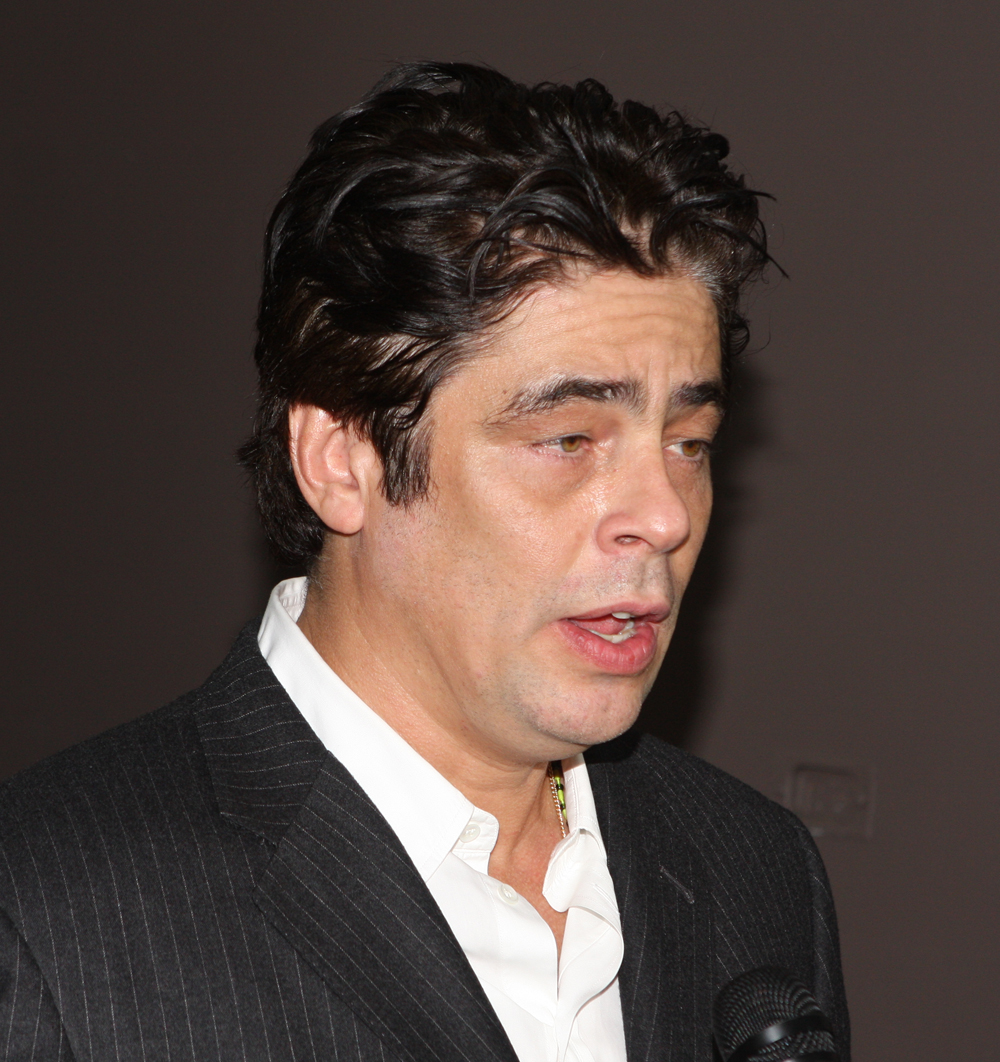
Benicio Del Toro in Australia per la prima di Le belve (2012)

### Attore

#### Cinema
- Big Top Pee-wee - La mia vita picchiatella (Big Top Pee-wee), regia di Randal Kleiser (1988)
- 007 - Vendetta privata (Licence to Kill), regia di John Glen (1989)
- Lupo solitario (The Indian Runner), regia di Sean Penn (1991)
- Cristoforo Colombo - La scoperta (Christopher Columbus: The Discovery), regia di John Glen (1992)
- Milionario per caso (Money for Nothing), regia di Ramón Menéndez (1993)
- Uova d'oro (Huevos de oro), regia di Bigas Luna (1993)
- Fearless - Senza paura (Fearless), regia di Peter Weir (1993)
- China Moon - Luna di sangue (China Moon), regia di John Bailey (1994)
- Il prezzo di Hollywood (Swimming with Sharks), regia di George Huang (1994)
- I soliti sospetti (The Usual Suspects), regia di Bryan Singer (1995)
- Basquiat, regia di Julian Schnabel (1996)
- The Fan - Il mito (The Fan), regia di Tony Scott (1996)
- Fratelli (The Funeral), regia di Abel Ferrara (1996)
- Una ragazza sfrenata (Excess Baggage), regia di Marco Brambilla (1997)
- Joyride, regia di Quinton Peeples (1997)
- Paura e delirio a Las Vegas (Fear and Loathing in Las Vegas), regia di Terry Gilliam (1998)
- Snatch - Lo strappo (Snatch), regia di Guy Ritchie (2000)
- Le vie della violenza (The Way of the Gun), regia di Christopher McQuarrie (2000)
- Traffic, regia di Steven Soderbergh (2000)
- La promessa (The Pledge), regia di Sean Penn (2001)
- The Hunted - La preda (The Hunted), regia di William Friedkin (2003)
- 21 grammi (21 Grams), regia di Alejandro González Iñárritu (2003)
- Trailer for a Remake Gore Vidal's Caligula, regia di Francesco Vezzoli (2005)
- Sin City, regia di Frank Miller e Robert Rodriguez (2005)
- Noi due sconosciuti (Things We Lost in the Fire), regia di Susanne Bier (2007)
- Che - L'argentino (Che: Part One), regia di Steven Soderbergh (2008)
- Che - Guerriglia (Che:Part Two), regia di Steven Soderbergh (2008)
- Wolfman (The Wolfman), regia di Joe Johnston (2010)
- Somewhere, regia di Sofia Coppola (2010) - cameo non accreditato
- Le belve (Savages), regia di Oliver Stone (2012)
- Jimmy P. (Jimmy P. (Psychotherapy of a Plains Indian)), regia di Arnaud Desplechin (2013)
- Thor: The Dark World, regia di Alan Taylor (2013) - cameo
- Guardiani della Galassia (Guardians of the Galaxy), regia di James Gunn (2014)
- Escobar (Escobar: Paradise Lost), regia di Andrea Di Stefano (2014)
- Vizio di forma (Inherent Vice), regia di Paul Thomas Anderson (2014)
- Sicario, regia di Denis Villeneuve (2015)
- Perfect Day (A Perfect Day), regia di Fernando León de Aranoa (2015)
- Star Wars - Gli ultimi Jedi (Star Wars: The Last Jedi), regia di Rian Johnson (2017)
- Avengers: Infinity War, regia di Anthony e Joe Russo (2018)
- Soldado (Sicario: Day of the Soldado), regia di Stefano Sollima (2018)
- The French Dispatch of the Liberty, Kansas Evening Sun, regia di Wes Anderson (2021)
- No Sudden Move, regia di Steven Soderbergh (2021)
- Reptile, regia di Grant Singer (2023)
- La trama fenicia (The Phoenician Scheme), regia di Wes Anderson (2025)
- Una battaglia dopo l'altra (One Battle After Another), regia di Paul Thomas Anderson (2025)

#### Televisione
- Shell Game – serie TV, 1 episodio (1987)
- Miami Vice – serie TV, episodio 3x23 (1987)
- Jack, investigatore privato (Private Eye) – serie TV, 1 episodio (1987)
- Agente speciale Kiki Camarena sfida ai narcos (Drug Wars: The Camarena Story) – miniserie TV (1990)
- Racconti di mezzanotte (Tales from the Crypt) – serie TV, 1 episodio (1994)
- Fallen Angels – serie TV, 1 episodio (1995)
- Escape at Dannemora - miniserie TV, 8 episodi (2018)

#### Cortometraggi
- Trailer for a Remake of Gore Vidal's Caligula, regia di Francesco Vezzoli (2005)

#### Videoclip
- La isla bonita di Madonna

### Regista
- Submission (1995) - Cortometraggio
- 7 Days in Havana (7 días en La Habana) segmento El Yuma (2012)

### Sceneggiatore
- Submission , regia di Tim Garrick - cortometraggio (1995)
- Reptile, regia di Grant Singer (2023)

### Produttore
- Submission, regia di Benicio del Toro - cortometraggio (1995)
- Maldeamores, regia di Carlitos Ruiz Ruiz e Mariem Pérez Riera (2007)
- Che - L'argentino (Che: Part One), regia di Steven Soderbergh (2008)
- Che - Guerriglia (Che:Part Two), regia di Steven Soderbergh (2008)
- Wolfman (The Wolfman), regia di Joe Johnston (2010)
- Escobar (Escobar: Paradise Lost), regia di Andrea Di Stefano (2014)
- Viva, regia di Paddy Breathnach (2015)
- The Rise and Fall of the Brown Buffalo, regia di Phillip Rodriguez (2017)
- Is Someone There?, regia di Tim Garrick - cortometraggio (2019)
- Reptile, regia di Grant Singer (2023)

### Doppiatore
- Il piccolo principe (The Little Prince), regia di Mark Osborne (2015)
- Dora e la città perduta (Dora and the Lost City of Gold), regia di James Bobin (2019)
- What If...? - serie animata, episodio 1x02 (2021)

## Premi e candidature
Premio Oscar 
- 2001 – Miglior attore non protagonista per Traffic
- 2004 – Candidatura al miglior attore non protagonista per 21 grammi

 Golden Globe 
- 2001 – Miglior attore non protagonista per Traffic

 Premio BAFTA 
- 2001 – Miglior attore non protagonista per Traffic
- 2004 – Candidatura al miglior attore protagonista per 21 grammi
- 2016 – Candidatura al miglior attore non protagonista per Sicario

 Screen Actors Guild Awards 
- 2001 – Miglior attore protagonista cinematografico per Traffic
- 2001 – Miglior cast cinematografico per Traffic
- 2004 – Candidatura al miglior attore non protagonista cinematografico per 21 grammi

 Mostra del Cinema di Venezia 
- 2003 – Audience Award per 21 grammi

 Festival di Cannes 
- 2008 – Prix d'interprétation masculine per Che - L'argentino e Che - Guerriglia
- 2012 – Candidatura al premio Un Certain Regard per 7 Days in Havana

 Festival di Berlino 
- 2001 – Orso d'argento per il miglior attore per Traffic

 MTV Movie Awards 
- 2013 – Candidatura al miglior attore latino per Le belve

 Empire Awards 
- 2002 – Candidatura al miglior attore per Traffic

## Doppiatori italiani
Nelle versioni in italiano delle opere in cui ha recitato, Benicio del Toro è stato doppiato da:
- Massimo Corvo in Fratelli, 21 grammi, Sin City, Le belve, Jimmy P., Vizio di forma, Sicario, Soldado, Escape at Dannemora
- Francesco Pannofino in Basquiat, Snatch - Lo strappo, Traffic, The Hunted - La preda, Noi due sconosciuti
- Francesco Prando in Che - L'argentino, Che - Guerriglia, Somewhere, The French Dispatch of the Liberty, Kansas Evening Sun, La trama fenicia
- Massimo Lodolo in Thor: The Dark World, Guardiani della Galassia, Avengers: Infinity War
- Riccardo Rossi in Milionario per caso, Una ragazza sfrenata
- Roberto Draghetti in Paura e delirio a Las Vegas, La promessa
- Fabio Boccanera ne Le vie della violenza, Wolfman
- Alberto Caneva in Miami Vice
- Tonino Accolla in Cristoforo Colombo - La scoperta
- Stefano Benassi in Fearless - Senza paura
- Vittorio Guerrieri in China Moon - Luna di sangue
- Fabrizio Pucci ne Il prezzo di Hollywood
- Loris Loddi ne I soliti sospetti
- Luca Ward in The Fan - Il mito
- Luca Ghignone in Escobar
- Pino Insegno in Perfect Day
- Adriano Giannini in Star Wars - Gli ultimi Jedi
- Stefano Thermes in No Sudden Move
- Massimo Rossi in Reptile

Da doppiatore è sostituito da:
- Alessandro Gassmann ne Il piccolo principe
- Pino Insegno in Dora e la città perduta
- Massimo Lodolo in What If...?